# Liste des maires d'Auxerre
Voici la liste des maires de la ville d'Auxerre.

## XVIIIesiècle

### Monarchie constitutionnelle française (1791-1792)
- 03/02/1790 au 08/12/1792 : Edme Germain Villetard de Vincelles (élu)

### Convention nationale(1792-1795)
- 09/12/1792 au 21/12/1794 : Nicolas Joseph Edme Robinet de Pontagny (élu)
- 22/12/1794 au 12/11/1795 : Philippe Etienne Guenot (imposé ou élu par le Conseil Municipal)

### Directoire(1795-1799)
- 13/11/1795 au 30/03/1797 : Jean-Baptiste Laporte  (imposé ou élu par le Conseil Municipal)
- 01/04/1797 au 01/08/1797 : Jean-Louis Vaultier (imposé ou élu par le Conseil Municipal)
- 02/08/1797 au 19/04/1798 : Tenaille (imposé ou élu par le Conseil Municipal))
- 20/04/1798 au 01/01/1800 :  Fontaine de Fryville (imposé ou élu par le Conseil Municipal))
- 02/01/1800 au 22/04/1800 : Jean-Louis Vaultier (2e fois) (Consulat) (imposé ou élu par le Conseil Municipal)

## XIXesiècle

### Consulat(1799-1804)
- 20/04/1798 au 01/01/1800 :  Fontaine de Fryville
- 02/01/1800 au 22/04/1800 : Jean-Louis Vaultier (2e fois)
- 23/04/1800 au 05/02/1801 : Edme Prix Deschamps de Vallières (nommé par le Gouvernement)
- 06/09/1801 au 23/08/1807 : Nicolas Joseph Edme Robinet de Pontagny (2e fois) (nommé par le Gouvernement) (Premier Empire)

### Premier Empire(1804-1814)
- 24/08/1807 au 03/04/1810 : Jean Noirot (nommé par le Gouvernement)
- 04/04/1810 au 13/07/1812 : Claude Leblanc-Davau (nommé par le Gouvernement)
- 14/07/1812 au	04/1815 : Claude Toussaint Robinet de Malleville (Première Restauration)

### LesCent-Jours(mars-juillet 1815)
- 04/1815 au   07/1815 : Jacques Maure (Imposé par le Gouvernement)

### Seconde Restauration(1815-1830)
- 07/1815 au 11/10/1815 : Claude Toussaint Robinet de Malleville
- 12/10/1815 au 01/12/1816 : Olivier Chardon (Imposé)
- 02/12/1816 au 05/10/1830 : Claude Leblanc-Davau (2e fois) (Imposé)

### Monarchie de Juillet(1830-1848)
- 07/11/1830 au 04/12/1841 : Etienne Raveneau-Serizier (Imposé)
- 05/12/1841 au 24/01/1847 : Pierre Pietresson (Imposé)
- 25/01/1847 au 12/09/1848 : Laurent Lessère (Imposé) (Deuxième République)

### Deuxième République(1848-1852)
- 13/09/1848 au 14/08/1849 : Jules-Antoine Uzanne (Imposé)
- 15/08/1849 au 30/11/1849 : Alexandre Chardon (nommé par arrêté préfectoral)
- 30/11/1849 au 04/12/1850 : Monteix (fait fonction de maire provisoire, nommé par le Préfet)
- 05/12/1850 au 12/12/1865 : François Martineau des Chesnez (Second Empire)

### Second Empire(1852-1870)
- 14/12/1865 au 14/08/1870 : Ambroise Challe
- 15/08/1870 au 15/10/1870 : Mirault Pinard (Troisième République)

### Troisième République(1870-1940)
- 16/10/1870 au 19/02/1871 : Charles Lepère (imposé)
- 20/05/1871 au 18/02/1874 : Jules Massot (élu)
- 19/02/1874 au 13/05/1876 : Ambroise Challe (Imposé par décret présidentiel)

- 14/05/1876 au 29/06/1878 : Jules Massot (2e fois) (élu)
- 30/05/1878 au 16/04/1882 : Edme Dalbanne (élu)
- 17/04/1882 au 17/05/1884 : Emile Lorin (élu)
- 18/05/1884 au 27/02/1892 : Jean Milliaux (élu)
- 28/02/1892 au 14/05/1892 : Alexandre Legrand (élu)
- 15/05/1892 au 31/07/1894 : Séverin Ythier (élu)
- 01/08/1894 au 20/06/1895 : Marcel Ribière (élu)

- 21/06/1895 au 16/05/1896 : Séverin Ythier (2e fois) (élu)
- 17/05/1896 au 19/05/1900 : Alexandre Legrand (2e fois) (élu)

## XXesiècle
- 20/05/1900 au 19/05/1912 : Charles Surugue (élu)
- 20/05/1912 au 09/12/1919 : Félix Milliaux (élu)
- 10/12/1919 au 24/04/1921 : Charles Surugue (2e fois) (élu)
- 25/04/1921 au 17/05/1921 : Germain Bénard (intérim)
- 09/06/1921 au 16/05/1929 : Achille Ribain (élu)
- 17/05/1929 au 20/08/1941 : Jean-Michel Renaitour (élu) (Régime de Vichy)

### Régime de Vichy(1940-1944)
- 21/08/1941 au 28/08/1944 : Jean Moreau (imposé)
- 29/08/1944 au 18/05/1945 : Maurice Moutarde (imposé) (Gouvernement provisoire)

### Gouvernement provisoire(1944-1946)
- 19/08/1945 au 25/10/1947 : Henry Martineau (Quatrième République) (élu)

### Quatrième République(1946-1958)
- 26/10/1947 au 11/02/1959 : Jean Moreau (2e fois) (Cinquième République) (élu)

### Cinquième République(depuis 1958)
- 02/02/1959 au 20/03/1959 : Jeanne Herold (élue)
- 21/03/1959 au 14/03/1971 : Jean Moreau (3e fois) (élu)
- 14/03/1971 au 05/04/1998 : Jean-Pierre Soisson (élu)
- 05/04/1998 au 01/03/2001 : Jean Garnault (élu)

## XXIesiècle
- 03/2001 au 5/7/2020 : Guy Férez (élu)
- Depuis le 5/7/2020 : Crescent Marault (élu)

## Compléments